# Кшижан, Ян
Ян Кши́жан (в.-луж. Jan Křižan, 23 февраля 1880 года, Гёда, Германия — 28 октября 1959 года, деревня Клюкш, Германия) — лютеранский священник, лужицкий писатель и общественный деятель. Председатель лужицкого культурно-общественного общества «Домовина» (1930—1933).

## Биография
Родился 23 февраля 1880 года в городе Гёда, Германия. Среднее образование получил в гимназиях в Баутцене и Фрайберге. С 1900 года по 1904 год изучал лютеранскую теологию в Лейпциге, после чего до 1907 года служил вспомогательным священником в городе Гроспоствице. В 1905 году вступил в лужицкую просветительскую организацию «Матица сербская». С 1907 года по 1916 год был настоятелем лютеранского прихода в селе Костецы и с 1916 года по 1926 год — архидьяконом в городе Дона. В 1926 году был назначен настоятелем прихода в селе Кликс. На этой должности был до 1951 года.
Публиковал свои сочинения в литературном журнале «Časopis Maćicy Serbskeje» и лютеранском журнале «Pomhaj Bóh». В 1911 году издал книгу «Ze Serbow zańdźenosće».
В 1930 году был избран председателем лужицкой культурно-общественной организации «Домовина». В 1933 году сложил с себя полномочия в связи с приходом к власти нацистов.
Старший брат писателя и поэта Корлы Божидара Кшижана.